# Talang Sali
Talang Sali is een bestuurslaag in het regentschap Seluma van de provincie Bengkulu, Indonesië. Talang Sali telt 1617 inwoners (volkstelling 2010).